# Staurogyne malaccensis
Staurogyne malaccensis är en akantusväxtart som beskrevs av C. B. Cl.. Staurogyne malaccensis ingår i släktet Staurogyne och familjen akantusväxter. Utöver nominatformen finns också underarten S. m. stenophylla.